# غريغوريو فرنانديز
غريغوريو فرنانديز (بالإسبانية: Gregorio Fernández)‏ (و. أبريل 1576 – 1636 م) هو نحات، ومهندس معماري إسباني، توفي في بلد الوليـد.

## معرض صور

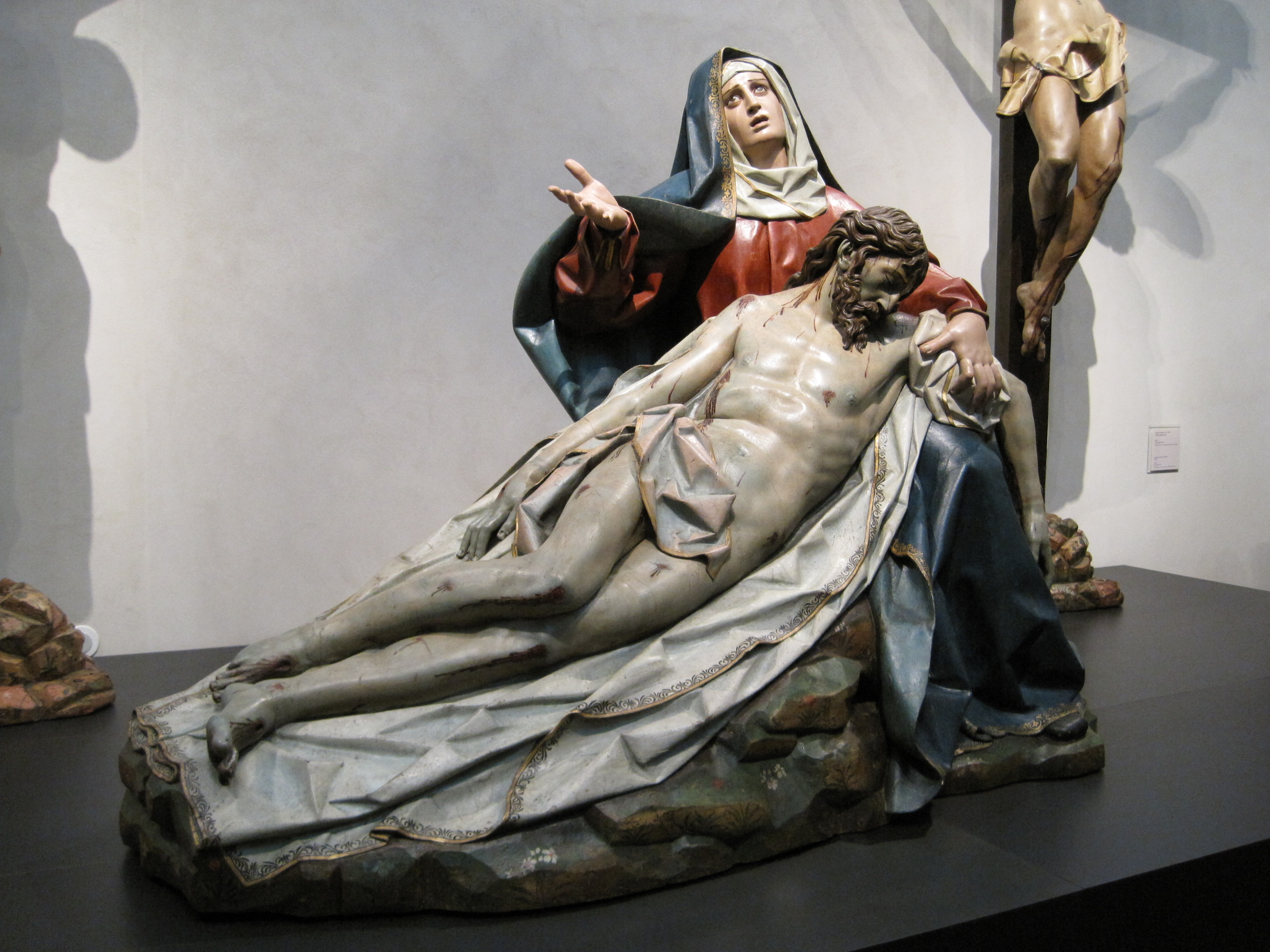
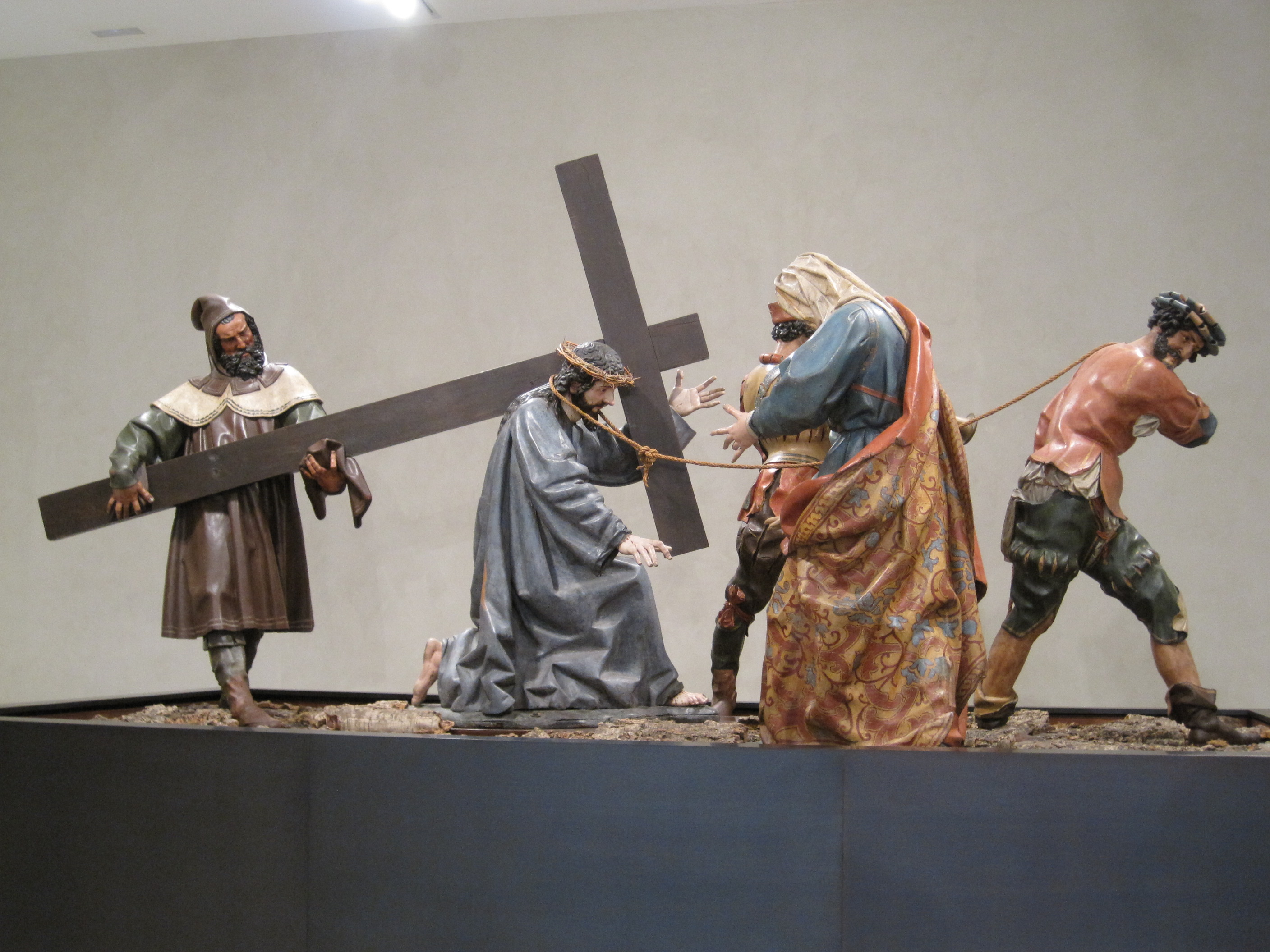
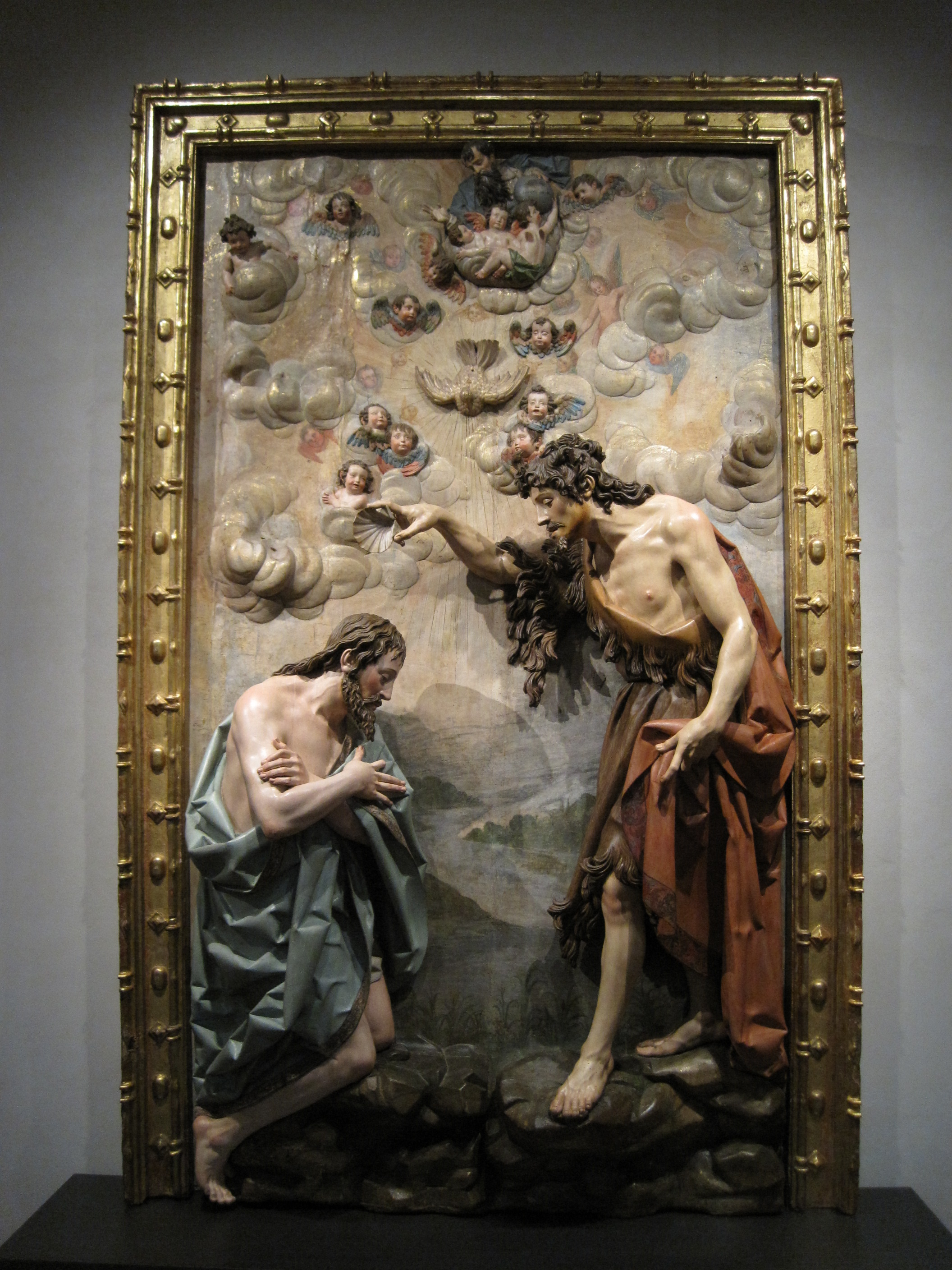
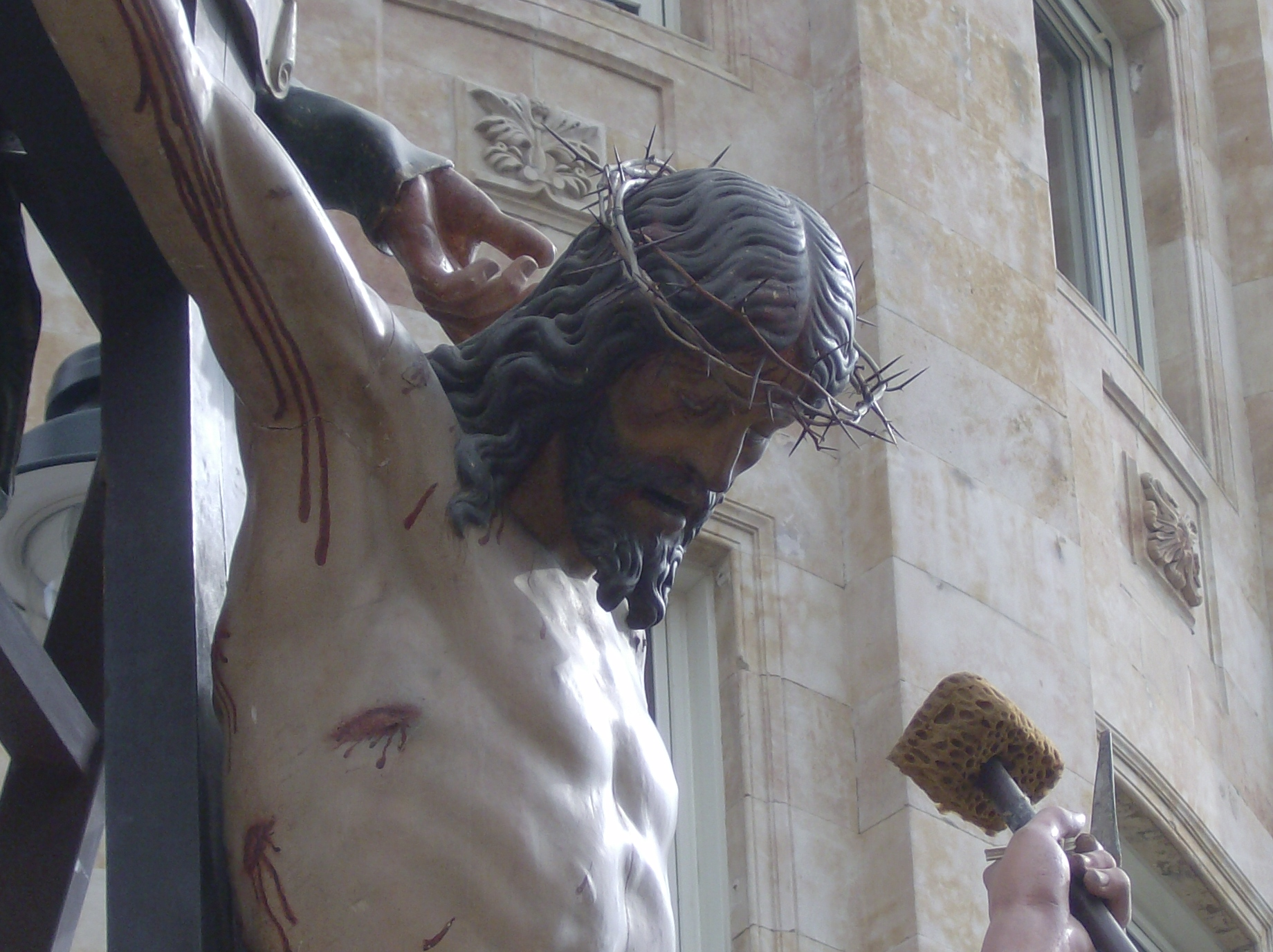
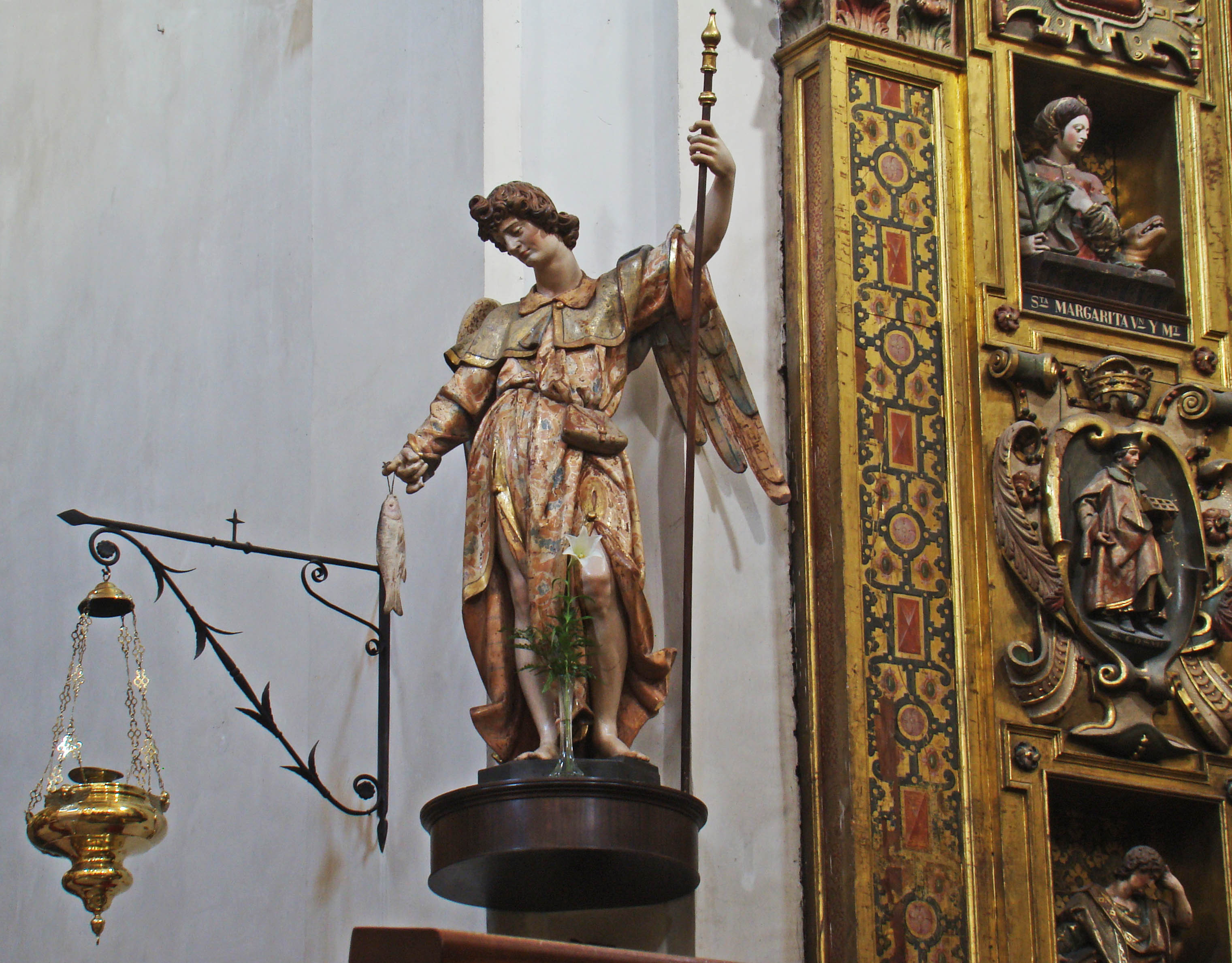
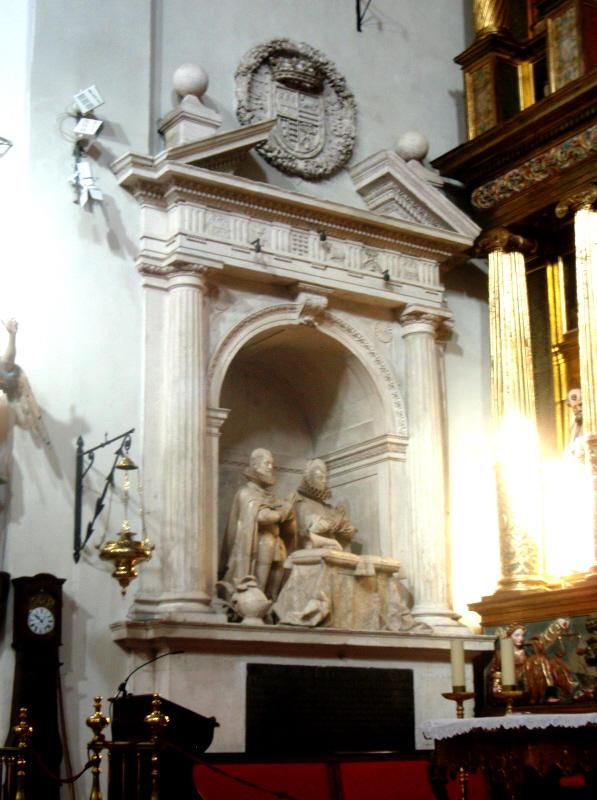